# Fortifications de Givet
Les fortifications de Givet sont des fortifications situées à Givet, en France.

## Description
C'était une ligne continue de défense qui protégeant Givet bloquait la communication en suivant la Meuse ; France, Belgique, Pays-Bas espagnols ou autres suivant les périodes. 

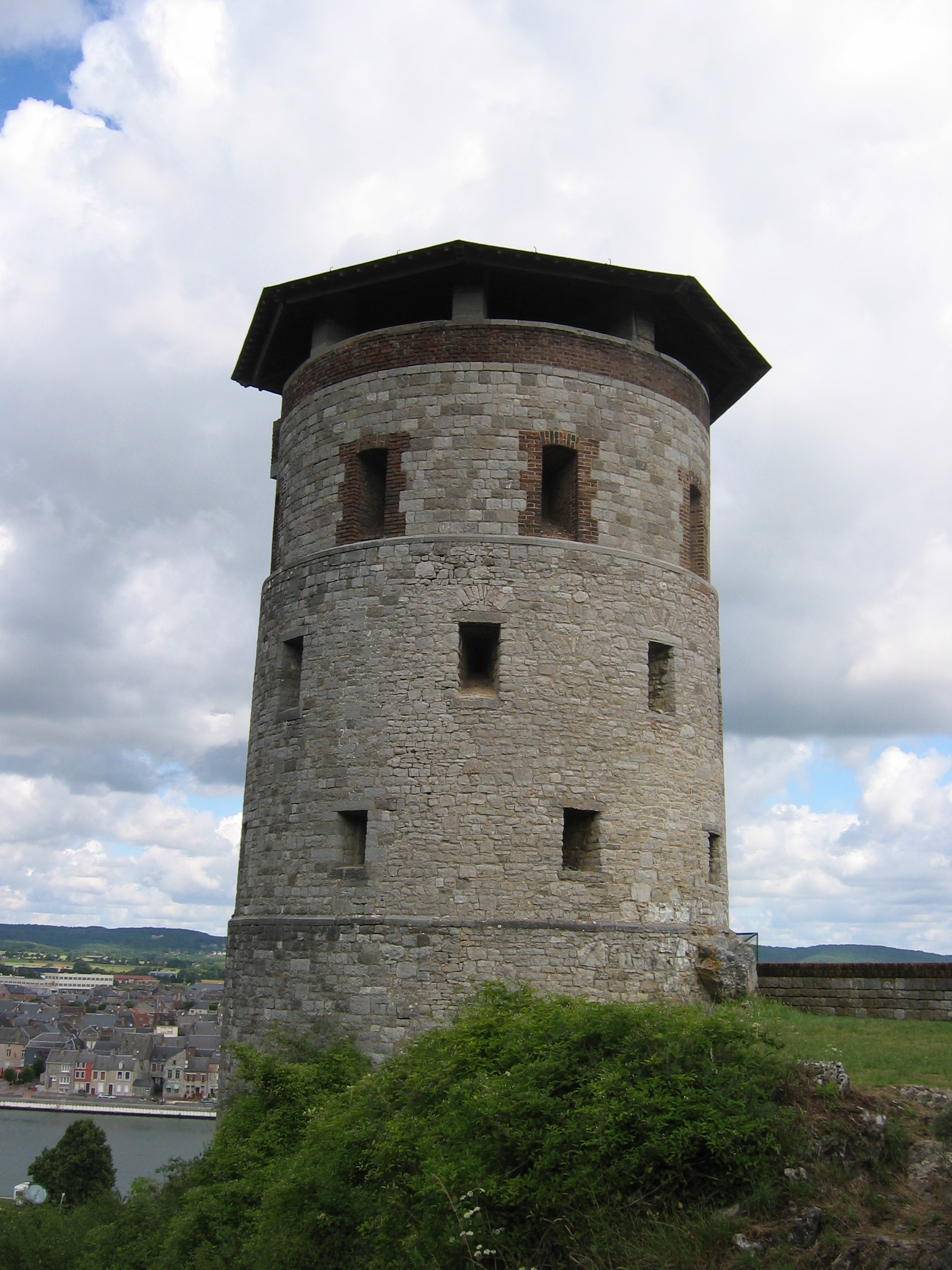
La tour Grégoire.

## Localisation
Les fortifications sont situées sur la commune de Givet, dans le département français des Ardennes.

## Historique
Les fortifications actuellement visibles sont en grande partie l'œuvre de Vauban, elles comprennent le camp retranché du Mont d'Haurs avec la porte de Rancennes, la porte de France, la porte du chemin de fer, le fort de Rome, le fort de Condé et la  tour Victoire. Elles comprennent aussi la tour Grégoire et l'ancienne tour Maugis.
Les fortifications sont inscrites au titre des monuments historiques en 1991.

## Illustrations

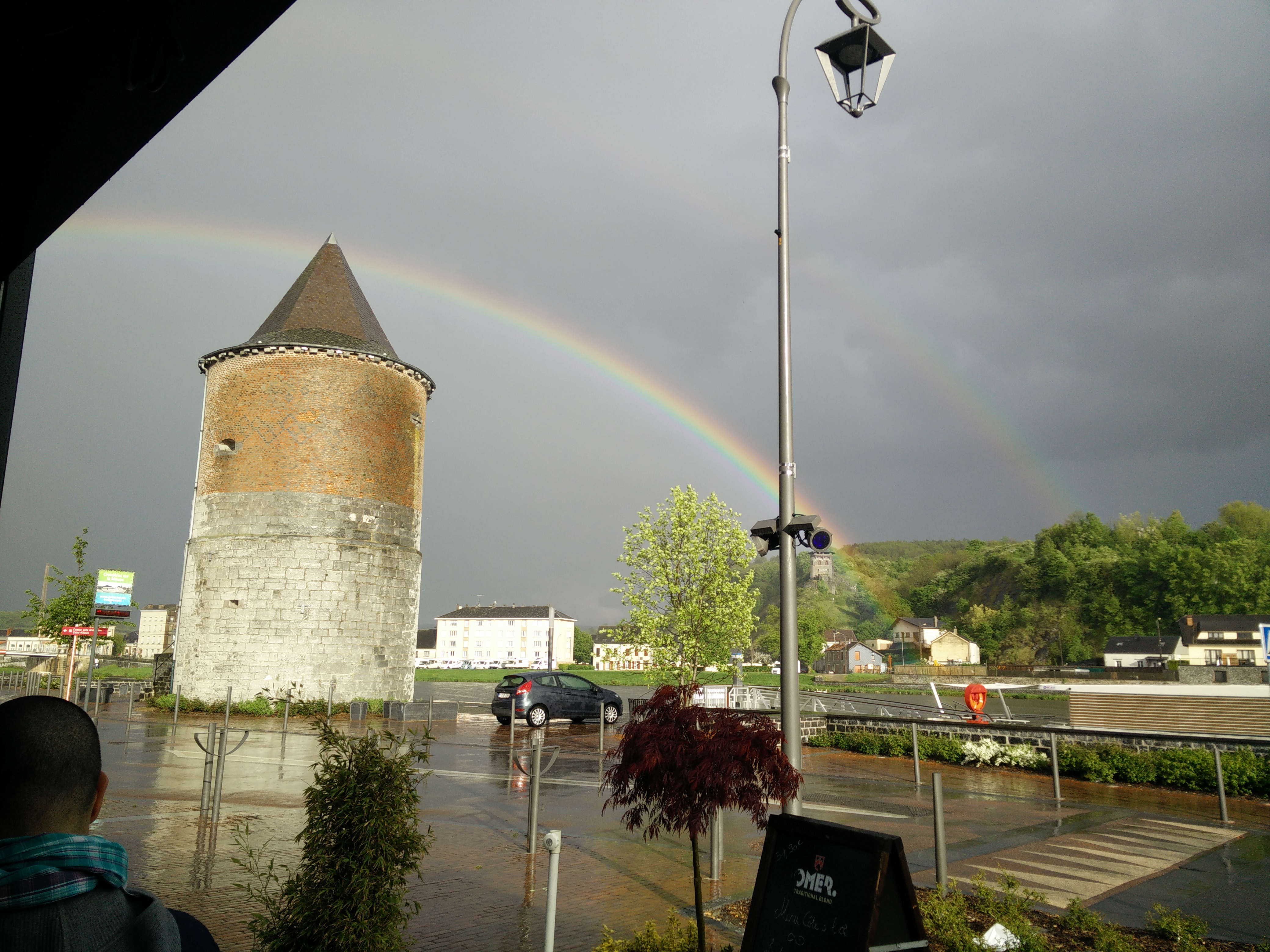
La Tour Victoire,
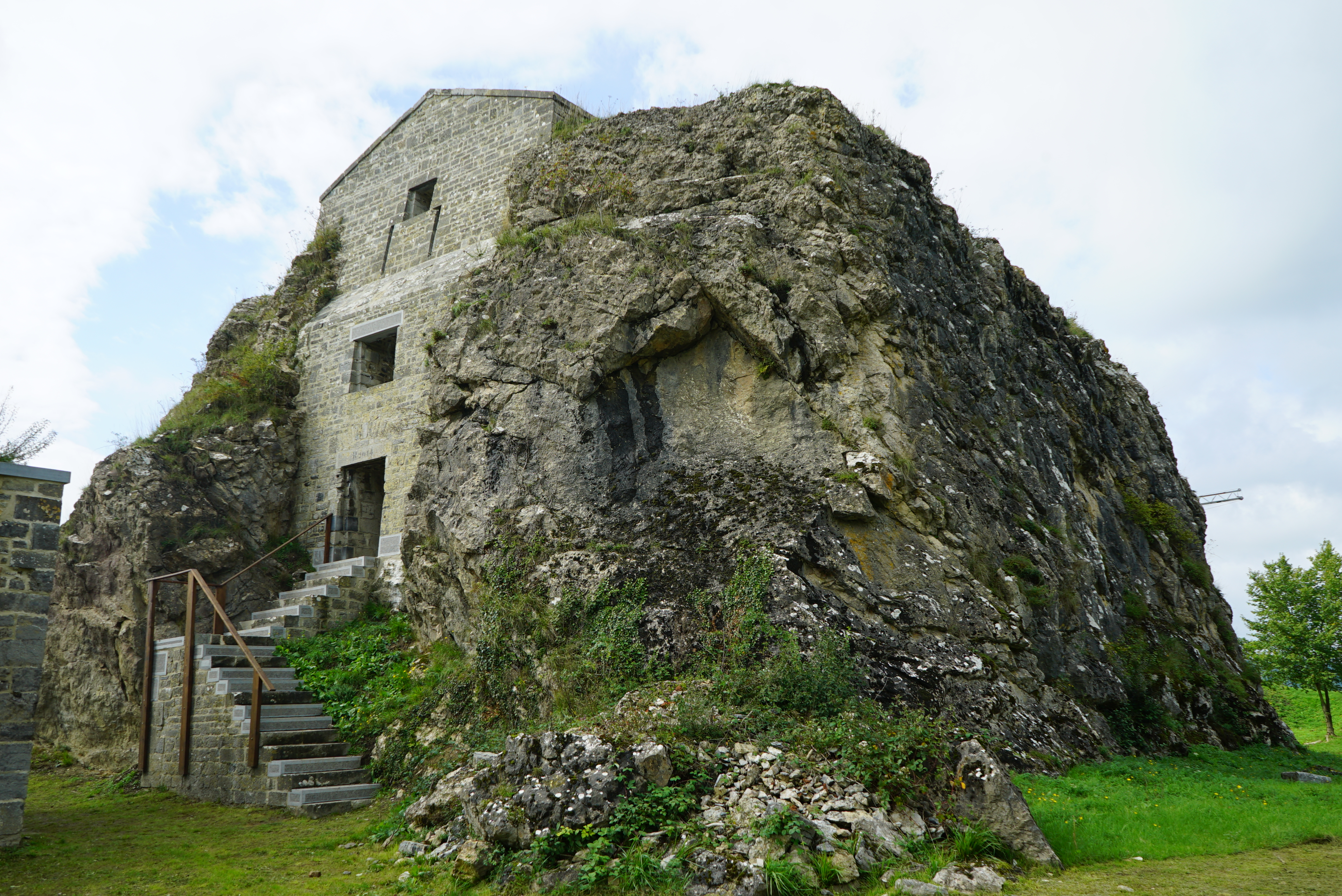
la tour Maugis,
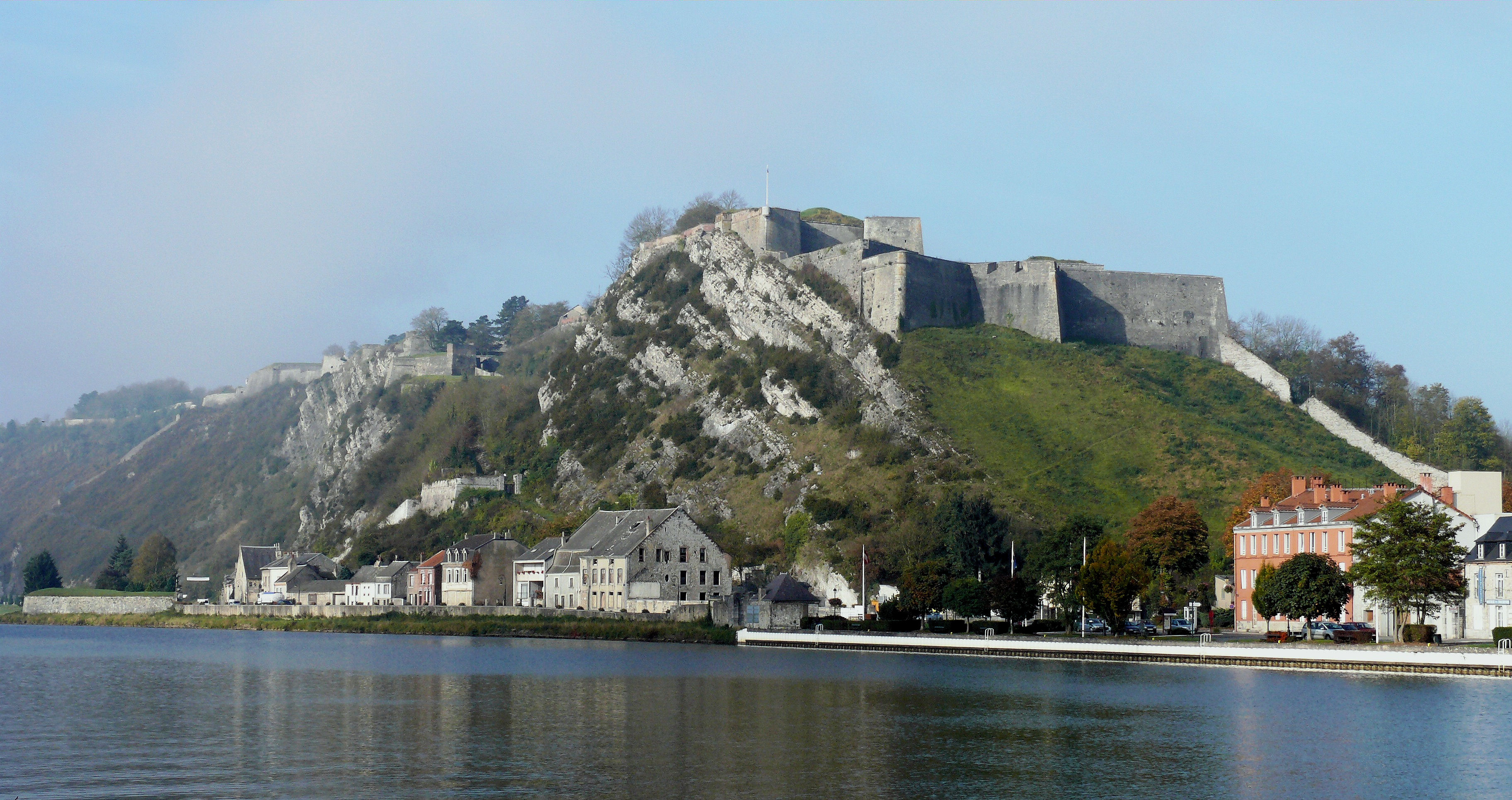
Charlemont dominant la Meuse.